# Bruno Buchberger
Bruno Buchberger (Innsbruck, 22 ottobre 1942) è un matematico austriaco, noto per i suoi lavori in algebra computazionale, e specialmente per aver introdotto le basi di Gröbner.
Attualmente è professore di matematica computazionale (Computer Mathematics) alla Università "Johannes Kepler" di Linz, Austria. Nel 1965, come argomento della sua tesi di dottorato elaborò la teoria delle basi di Gröbner (così denominata da lui in onore del suo professore, Wolfgang Groebner).
Nel 1987 fondò il RISC: Research Institute for Symbolic Computation (Istituto di Ricerca per il Calcolo Simbolico) alla Università "Johannes Kepler" di Linz. Da allora ne riveste il ruolo di presidente.
Nel 1985 fondò il Journal of Symbolic Computation ormai divenuto la maggiore pubblicazione nel campo dell'algebra computazionale.
È stato insignito della Golden Medal of Honor dall'Upper Austrian Government.
Ha ricevuto dottorati ad honorem dall'Università di Nijmegen (nel 1993) e dall'Università di Timişoara (nel 2000).